# Torriana
Torriana este o comună din provincia Rimini, Italia. În 2011 avea o populație de 1595 de locuitori.

## Demografie
Format:Demografia/Torriana